# Elisabeth Edland
Elisabeth Edland (ur. 11 lipca 1958 w Maurze) – norweska maszerka, pierwsza kobieta, która zwyciężyła w Pirenie.

## Osiągnięcia
W 2001 roku jako pierwsza kobieta w historii zwyciężyła w Pirenie. W 2005 roku zdobyła Kongepokal w długodystansowych wyścigach psich zaprzęgów, a w 2007 w średniodystansowych wyścigach psich zaprzęów. Trzykrotnie wygrała FL500 w kategorii limitted class: w latach 2011, 2015, 2017. Trzykrotnie zajęła pierwsze miejsce w rankingu Norwegii: w latach 2011, 2014, 2015. W 2013 oraz w 2021 zajęła pierwsze miejsce w Mush Synnfjell.